# 星期日檔案
《星期日檔案》是香港電視廣播有限公司新聞及資訊部公共事務科自1987年3月10日（星期二）起播出的一檔粵語類新聞節目，以專題形式探討未有登上每日頭條，但仍值得社會關注的時事。自開播開始，節目的名稱會因應播放日子處在「星期幾」而變化為《星期X檔案》。由於開播時為星期二，所以初始命名為《星期二檔案》。現時播放時段為星期日，所以命名為《星期日檔案》。至於無綫旗下myTV SUPER中的片庫，則統稱為《檔案系列》。
節目1987年始播時由蘇凌峰拍檔李汶靜主持。兩位主持先後離開無綫，1993年4月-2018年4月轉由阮小清長期擔任固定旁述，並與錢麗而進行替更，其後李汶靜重返無綫後曾於1995年至1996年期間擔任替更旁述。但李汶靜因重病而兼職幕後的工作以及錢麗而離開無綫，替更旁述並曾經由魏綺珊接任。2005年12月20日曾經由黃章翹擔任替更旁述，2018年5月至9月由李朗怡旁述，2018年10月開始由王玉娟旁述，2020年3月開始由李曉欣旁述，2020年7月開始由黃靖婷旁述，2023年7月開始由嚴熹曼旁述，2023年12月開始由劉皓容旁述，2024年2月開始由盤翠瑩旁述。
另在明珠台每個星期三下午2點半這個時間裡會播出該節目的普通話版本，命名為《港人事件簿》，主要重播以往《星期日檔案》播出的內容，不過與翡翠台不同的是，明珠台播出的《港人事件簿》為內嵌簡體中文字幕，不可選擇繁體中文字幕，且不可轉換為粵語旁白，只有普通話旁白。
本節目在2021年首度在「觀眾在民間電視大獎」獲提名「民選最佳時事節目」並進入最後五強，使無綫新聞部節目首次在「民選最佳時事節目」進入5強的TVB新聞部節目。
香港其他電視台同類節目有Now新聞台的《經緯線》和香港電台的《鏗鏘集》、以及已停播的有線電視《新聞刺針》和亞洲電視《時事追擊》。

## 節目名稱
該節目會隨着播出當日為星期幾而改名，如於星期一播出稱為《星期一檔案》，星期二播出則稱為《星期二檔案》，如此類推。

## 播出語言
自2010年10月2日起，本节目连同《新聞透視》均会配上普通話旁白，观众可透過麗音功能（僅限模擬廣播版本）或多重AC-3位流（僅限數碼廣播版本）选择播放语言，以迎合兩岸三地觀眾的收看需求。惟現時已不可選擇播放語言，只提供粵語旁白。
而在明珠台播出的《港人事件簿》則不可選擇播放語言，只提供普通話旁白。

## 特辑
- 紅場事變：1991年8月19日，蘇聯爆發八一九事件，下一個星期（同月26日）的《星期一檔案》隨即以「紅場事變」特輯形式跟進並分析局勢轉變。
- 世貿下的香港：2005年12月11-18日，香港主辦的世界貿易組織第六次部長級會議引發韓農反世貿騷亂，12月20日的《星期二檔案》特意由黃章翹旁述。
- 檔案二十年：2007年是節目播放20周年，3月18日及4月1日的《星期日檔案》播出歷年經典片段，稱作「檔案二十年」，并由節目歷任旁述員旁述。
- 回歸十年：2007年是香港主權移交十週年，5月27日至7月1日的《星期日檔案：回歸十年》講述香港主權移交十年來的變化，各集主題：我們的照相簿、風雨中的省悟、別去‧歸來北上、馬照跑‧股照炒、尋索光輝歲月、從隔膜到融合。
- 港女‧講男：2009年3月15日播出的《港女．講男》探討香港單身男女擇偶情況。其後，20多名自稱電車男的人在香港文化中心遊行，對《星期日檔案》醜化其形象表達不滿[1][2]（參見御宅族#香港）。
- 再會，亞視：因應亞洲電視臨時清盤人德勤於2016年3月3日宣佈會於翌日解散亞視員工，令亞視很大機會停播，無綫將原定2016年3月4日《星期五檔案》時段播出的《二月廿九》抽起，改為播放臨時趕製的《再會，亞視》，節目中訪問了亞視的前員工以及回顧亞洲電視歷史。但是亞視投資者在當天晚上與臨時清盤人達成協議，亞視並沒有如期停播。而《二月廿九》後來順延至3月11日播出。
- 2016年11月6日，播出美國大選特輯，由《新聞透視》主持人吳璟儁主持，乃此節目自1993年改為由阮小清作旁白後，再次有主持。而該集亦由《新聞透視》班底製作。
- 《檔案系列》：無綫新聞將以往《星期X檔案》之內容重新播放，並以張文采、李朗怡等作主持並作為開場白，並於TVB新聞台播放及無綫新聞網站上載。
- 檔案三十年：2017年為節目播出30週年， 4月2日和4月9日播放「檔案三十年」特輯， 共分開上下兩集，分別播出歷年關於香港和國際檔案的經典片段，和跟進過去曾採訪人物的現今狀況，由阮小清旁述。

## 片頭音樂
從節目開播以來，一直使用Rouge Music公司於1981年發售的《SUPERDOOP》專輯內的「Savage」。
2004年年中起改用經混音後的版本，加入鋼琴聲，比原版柔和。

## 評價

### 正面評價
由1998年開始，該節目均入選《電視欣賞指數調查》首20名。
| 年份   | 當年的名稱                 | 名次   | 平均欣賞指數 | 平均認知率 |
| ------ | -------------------------- | ------ | ------------ | ---------- |
| 1998年 | 星期二／星期三檔案         | 第4位  | 78.19        | 61.86%     |
| 1999年 | 星期三檔案                 | 第12位 | 76.6         | 54.2%      |
| 2000年 | 星期二／星期四檔案         | 第14位 | 77.07        | 52.2%      |
| 2001年 | 星期二檔案                 | 第9位  | 77.31        | 53.7%      |
| 2002年 | 星期二／星期五／星期六檔案 | 第9位  | 77.31        | 53.7%      |
| 2003年 | 星期六／星期一檔案         | 第2位  | 79.42        | 60.7%      |
| 2004年 | 星期日／星期一檔案         | 第2位  | 79.08        | 61.5%      |
| 2005年 | 星期日／星期二檔案         | 第2位  | 78.37        | 62.3%      |
| 2006年 | 星期二／星期日檔案         | 第12位 | 76.66        | 63.6%      |
| 2007年 | 星期二／星期日檔案         | 第6位  | 77.86        | 66.7%      |
| 2008年 | 星期二／星期日檔案         | 第4位  | 77.96        | 64.5%      |
| 2009年 | 星期二／星期日檔案         | 第5位  | 77.20        | 72.1%      |
| 2010年 | 星期二／星期日檔案         | 第6位  | 77.17        | 70.55%     |
| 2011年 | 星期日／星期二檔案         | 第6位  | 77.66        | 71.97%     |
| 2012年 | 星期日／星期二檔案         | 第6位  | 76.73        | 72.12%     |
| 2013年 | 星期日／星期二檔案         | 第9位  | 76.06        | 67.98%     |
| 2014年 | 星期日／星期二檔案         | 第16位 | 72.89        | 63.74%     |
| 2015年 | 星期五／星期日檔案         | 第6位  | 73.84        | 62.56%     |
| 2016年 | 星期五／星期日檔案         | 第28位 | 72.30        | 56.5%      |
| 2017年 | 星期日檔案                 | 第16位 | 73.51        | 60.6%      |
| 2018年 | 星期日檔案                 | 第19位 | 73.39        | 60.8%      |

### 負面評價
該節目也被批評不全面地介紹某類人群，令外界對他們產生誤解，引起少數族裔、御宅族等不滿。
該節目較有爭議的單元包括《港女‧講男》（參見御宅族#香港）、《十五歲的夢》（2009年5月播出，講述學生鄭金鈴製造帽子幫補家計；節目被指對帽子衍生的版權問題避重就輕。參見條目鄭金鈴）。

## 節目獎項提名

### 觀眾在民間電視大獎
| 年份 | 獎項             | 單位           | 結果             |
| ---- | ---------------- | -------------- | ---------------- |
| 2021 | 民選最佳時事節目 | 《星期日檔案》 | 提名（最後五強） |

## 外部連結
- 無綫電視網站《星期日檔案》 （页面存档备份，存于）
- 無綫電視網站《星期五檔案》 （页面存档备份，存于）

## 詳見
- 無綫新聞